# Усман, Бала
Юсуфу Бала Усман (англ. Yusufu Bala Usman; 1945 — 24 сентября 2005) — нигерийский историк и социалистический политик. Один из основоположников нигерийской историографии. Основатель Центра демократического развития, исследований и обучения при Университете Ахмаду Белло в Зарии.

## Биография
Усман родился в Мусаве, штат Кацина, его отцом был Дурбин из Кацины и братом Усмана Нагого; его дедом по отцовской линии был саркин Кацина Мухаммаду Дикко Дан Гидадо; а его матерью была дочь Абдуллахи Байеро, бывшего эмира Кано.
Юсуфу бала посещал школы в Мусаве, Канкиа, Минне и государственный колледж в Кадуне. Он поступил в университетский колледж, а затем в Ланкастерский университет, где получил степень по истории и политологии. Вернувшись в Нигерию в 1967 году, стал преподавателем в колледже Барева в Зарии, где преподавал до 1971 года. Начав обучение в аспирантуре Университета Ахмаду Белло в 1970 году, получил степень доктора философии в 1974 году.
Во время Второй нигерийской республики он некоторое время был секретарем правительства штата Кадуна при администрации Баларабе Мусы, возглавляемой левоцентристской Народной партией спасения.
Усман был важной фигурой среди постколониальных историков Университета Ахмаду Белло. Его взгляд на историю Африки предусматривал использование устных и лингвистических источников наряду с письменными и археологическими. Рассматривая все источники подверженными предвзятости, считал, что повышенное внимание европейских писателей к устным источникам на предмет искажений не распространялось на многие письменные источники. Некоторые из его размышлений об историографии Африки включают критику Генриха Барта, уважаемого источника среди западных ученых. Усман находил Барта слишком сосредоточенным на физических и генетических характеристиках изучаемых им народов, что, по его мнению, было отображением господствующих традиций европейской историографии XIX века.

## Работы
1. For the Liberation of Nigeria (1979)
2. The Transformation of Katsina 1400-1883 (1981)
3. Nigeria against the I.M.F (1986)
4. The Manipulation of Region in Nigeria (1987)
5. Minority Report and Draft Consultation for the Federal Republic of Nigeria (2019), соавтор